# Ducado de Mandas y Villanueva
El ducado de Mandas y Villanueva, comúnmente denominado ducado de Mandas (en italiano: ducato di Mandas e Villanova), es un título nobiliario español, con grandeza de España. Fue creado el 23 de diciembre de 1614 por el rey Felipe III de España, como título del reino de Cerdeña y sin grandeza, en favor de Pedro Maza de Lizana y Carroz, i marqués de Terranova, señor de las baronías de Castalla y Ayora en el reino de Valencia y del feudo de Mandas en el de Cerdeña.
Pedro Maza de Lizana y Carroz era hijo de Baltasar Maza de Lizana, olim Ladrón de Vilanova, señor de Castalla y Ayora en Valencia y del feudo de Mandas en Cerdeña, y de Francisca Hurtado de Mendoza, hija a su vez de Luis Hurtado de Mendoza y Pacheco, ii marqués de Mondéjar, iii conde de Tendilla, y de Catalina de Mendoza, de los condes de Monteagudo. Provenía por línea de varón de los Ladrón de Vilanova, o de Pallás, vizcondes de Chelva y condes de Sinarcas, pero su padre adoptó el apellido Maza de Lizana, del que no tenía ascendencia, por condición testamentaria de Brianda Maza y Carroz, pariente lejana suya, que le designó heredero universal de sus cuantiosos bienes.
Este ducado fue rehabilitado en 14 de julio de 1884 por el rey Alfonso XII de España, quien lo reconoció como título español con grandeza originaria, en favor de María Cristina Fernanda Brunetti y Gayoso de los Cobos, condesa de Belalcázar.

## Denominación
Su denominación hace referencia al municipio sardo de Mandas y probablemente a la cercana localidad de Villanova (Villanueva), perteneciente como Mandas a la provincia de Cerdeña del Sur. Aunque la segunda parte de la denominación también parece aludir —como el apellido Vilanova del concesionario— al lugar de Villanueva (en valenciano Vilanova), del municipio valenciano de Benagéber, que era señorío de los Ladrón de Pallás, señores de Benagéber y condes de Sinarcas.

## Duques de Mandas y Villanueva
|                                | Titular                                                     | Periodo                 |
| Creación por Felipe III        | Creación por Felipe III                                     | Creación por Felipe III |
| ------------------------------ | ----------------------------------------------------------- | ----------------------- |
| I                              | Pedro Maza de Lizana y Carroz y Mendoza                     | 1614-1617               |
| II                             | Juan Hurtado de Mendoza                                     | 1617-1624               |
| III                            | Ana de Mendoza                                              | 1624-1628               |
| IV                             | Alonso Diego López de Zúñiga y Sotomayor Mendoza            | 1628-1660               |
| V                              | Juan Manuel López de Zúñiga y Sotomayor Mendoza             | 1660-1660               |
| VI                             | Manuel Diego López de Zúñiga Sotomyor y Sarmiento           | 1660-1686               |
| VII                            | Juan Manuel López de Zúñiga Sotomayor y Castro              | 1686-1747               |
| VIII                           | Joaquín Diego López de Zúñiga Sotomayor y Castro            | 1747-1777               |
| IX                             | María Josefa Pimentel Téllez-Girón Borja y Centelles        | 1777-1834               |
| X                              | Pedro de Alcántara Téllez-Girón y Beaufort Spontin          | 1834-1844               |
| Rehabilitación por Alfonso XII |                                                             |                         |
| XI                             | María Cristina Fernanda Brunetti y Gayoso de los Cobos      | 1884-1914               |
| XII                            | María Rafaela Fernández de Henestrosa y Gayoso de los Cobos | 1919-1979               |
| XIII                           | Ignacio de la Huerta y Fernández de Henestrosa              | 1982-2001               |
| XIV                            | Ricardo Ignacio (Íñigo) Rafael de la Huerta y Ozores        | 2002-actual titular     |

## Historia de los duques de Mandas y Villanueva

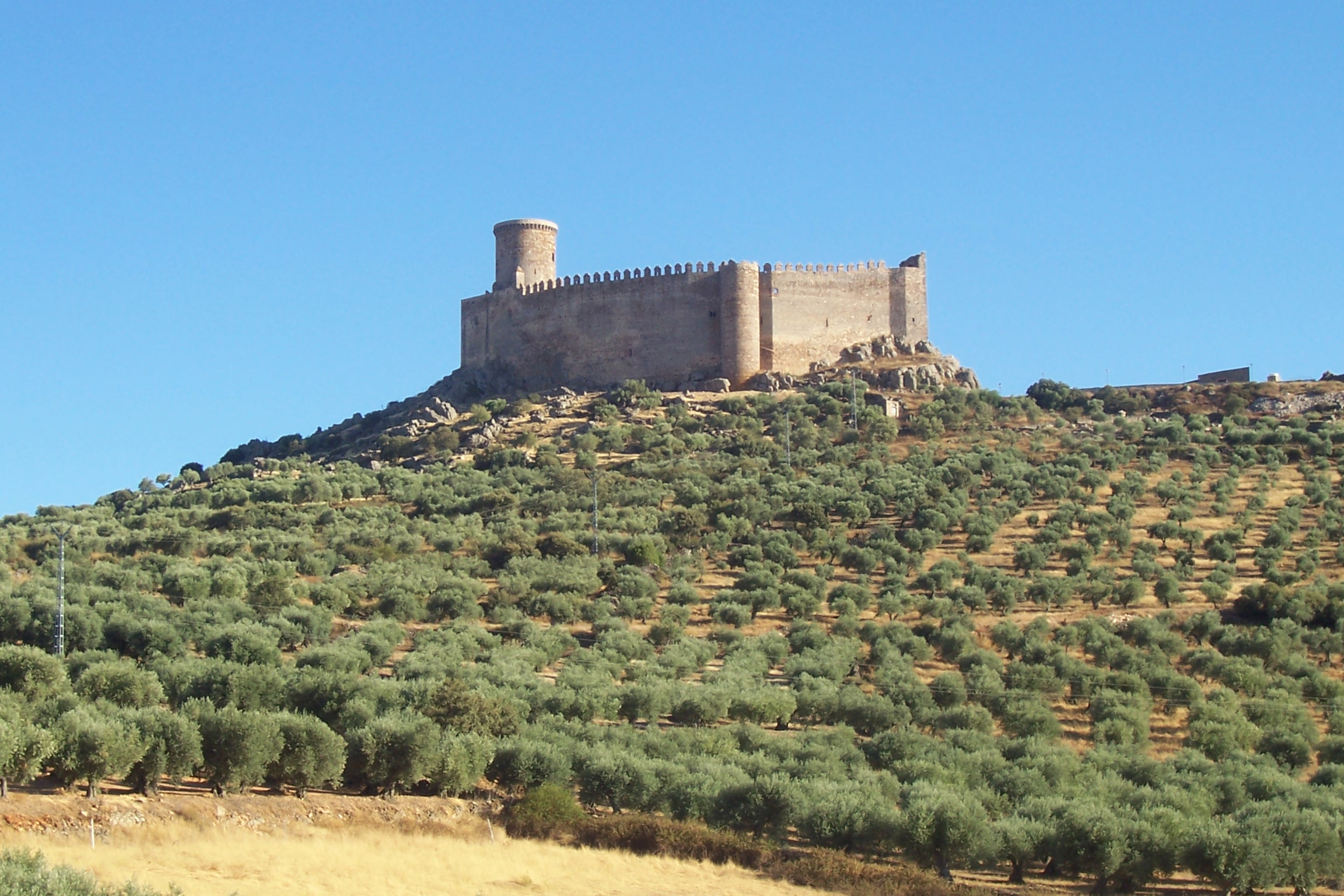
Castillo de los vizcondes de la Puebla de Alcocer, duques de Béjar y duques de Mandas y Villanueva, en la Puebla de Alcocer, (Badajoz)

- Pedro Maza de Lizana y Carroz y Mendoza (m. 25 de febrero de 1617), I duque de Mandas y Villanueva,[3][1] I marqués de Terranova.

Se en primeras nupcias con Rafaela Maza y en segundas con Lucrecia de Corella y Mendoza. Sin descendientes de sus matrimonios, le sucedió su primo carnal:
- Juan Hurtado de Mendoza (m. 1 de agosto de 1624), II duque de Mandas y Villanueva[3] y II marqués de Terranova, con la condición —que no cumplió— de asumir el apellido Maza de Lizana.

Se casó en 1593 con Ana de Mendoza de la Vega y Luna, VI duquesa del Infantado, VIII condesa de Saldaña, VII marquesa de Santillana, VI marquesa de Argüeso, VI marquesa de Campoo, VII condesa del Real de Manzanares. Le sucedió su hija:
- Ana de Mendoza (c.1598-antes de 1628), III duquesa de Mandas y Villanueva,[3] III marquesa de Terranova.[4]

Se casó con Francisco Diego López de Zúñiga y Sotomayor (1596-1636), VII duque de Béjar, VII de Plasencia, VI marqués de Gibraleón, VIII conde de Belalcázar y VIII de Bañares, VIII vizconde de la Puebla de Alcocer. Le sucedió su hijo:
- Alonso Diego López de Zúñiga y Sotomayor Mendoza (m. 1 de agosto de 1660), IV duque de Mandas y Villanueva y IV marqués de Terranova,[3][4] VIII duque de Béjar,[5] VII marqués de Gibraleón, IX conde de Belalcázar, IX conde de Bañares, X vizconde de la Puebla de Alcocer.

Contrajo matrimonio en 1637 con Victoria Ponce de León, hija de Rodrigo Ponce de León y Álvarez de Toledo, IV duque de Arcos, VI marqués de Zahara, IV conde de Casares, IV conde de Bailén. Sin descendientes de este matrimonio. Le sucedió su hermano:
- Juan Manuel López de Zúñiga y Sotomayor Mendoza (1620-14 de diciembre de 1660), V duque de Mandas y Villanueva y V marqués de Terranova,[3][4] IX duque de Béjar,[5] VIII marqués de Gibraleón, X conde de Belalcázar, X conde de Bañares, XI vizconde de la Puebla de Alcocer.

Se casó el 15 de julio de 1647 con Teresa Sarmiento de la Cerda Silva y Fernández de Híjar, hija de Rodrigo Sarmiento de Silva, VIII conde de Salinas, VIII conde de Ribadeo y de Isabel Margarita Fernández de Híjar y Castro Pinón, IV duquesa de Aliaga, IV duquesa de Híjar, IV duquesa de Lécera, VI condesa de Belchite y IV condesa de Vallfogona. Le sucedió su hijo:
- Manuel Diego López de Zúñiga Sotomayor y Sarmiento (1657-15 de julio de 1686), VI duque de Mandas y Villanueva y VI marqués de Terranova,[6] X duque de Béjar,[5] IX marqués de Gibraleón, XI conde de Belalcázar, XI conde de Bañares, XII vizconde de la Puebla de Alcocer.

Se casó el 22 de septiembre de 1677 con María Alberta de Castro y Portugal. Le sucedió su hijo:
- Juan Manuel López de Zúñiga Sotomayor y Castro (1680-2 de diciembre de 1747), VII duque de Mandas y Villanueva y VII marqués de Terranova,[6] XI duque de Béjar,[5] X marqués de Gibraleón, XII conde de Belalcázar, XII conde de Bañares, XIII vizconde de la Puebla de Alcocer.

Se casó el 19 de julio de 1700 en primeras nupcias con Teresa Pimentel y Zúñiga (m. 26 de mayo de 1701). Contrajo un segundo matrimonio el 24 de enero de 1704 con Manuela Álvarez de Toledo y Moncada, hija de Fadrique Álvarez de Toledo y Fernández de Córdoba, V duque de Fernandina, VIII marqués de Villafranca del Bierzo y de Teresa Catalina Moncada de Aragón y Fajardo, IX duquesa de Montalto, VIII duquesa de Biona, VIII marquesa de los Vélez etc. Se casó en terceras nupcias en 1711 con Rosa Rafaela de Castro y Centurión, hija de Pedro Antonio Fernández de Castro y Portugal, X conde de Lemos, VII marqués de Sarria, VIII conde de Villalba, VII conde de Andrade y de Ana Francisca de Borja Centelles Doria. Contrajo un cuarto matrimonio el 11 de diciembre de 1718 con María Ana de Borja y Aragón, XII duquesa de Gandía, X marquesa de Lombay, XIII condesa de Oliva. Sin descendientes de este matrimonio. Le sucedió, de su tercer matrimonio, su hijo:
- Joaquín Diego López de Zúñiga Sotomayor y Castro (1715-10 de octubre de 1777), VIII duque de Mandas y Villanueva y VIII marqués de Terranova,[3][6] XII duque de Béjar,[5] XI marqués de Gibraleón, XIII conde de Belalcázar, XIII conde de Bañares, XIV vizconde de la Puebla de Alcocer.

Se casó el 1 de marzo de 1733 con la princesa con Leopoldin de Lorena. Contrajo un segundo matrimonio el 7 de enero de 1761 con Escolástica Gutiérrez de los Ríos y Rohan-Chabot, hija de José Diego Gutiérrez de los Ríos Zapata, V conde de Fernán Núñez. Al no tener descendencia le sucedió su sobrina tercera:
- María Josefa Pimentel Téllez-Girón Borja y Centelles (1750-5 de octubre de 1834), IX duquesa de Mandas y Vilanueva,[3][6] XIII duquesa de Béjar,[5] XV condesa y XII duquesa de Benavente, XIII duquesa de Plasencia, XII duquesa de Arcos, XIV duquesa de Gandía, XIV marquesa de Gibraleón, VIII marquesa de Jabalquinto, IX marquesa de Terranova, XII marquesa de Lombay, XVI marquesa de Zahara, XVIII condesa de Mayorga, XVI condesa de Luna, XIV condesa de Bañares, XIV condesa de Belalcázar, XIV condesa de Oliva, XI condesa de Mayalde, XII condesa de Bailén, XII condesa de Casares, XV vizcondesa de la Puebla de Alcocer.

Se casó con su primo hermano, Pedro de Alcántara Téllez-Girón y Pacheco, IX duque de Osuna, X marqués de Peñafiel, XIII conde de Ureña, conde de Fontanar. Le sucedió su nieto paterno:
- Pedro de Alcántara Téllez-Girón y Beaufort Spontin (1810-29 de agosto de 1844), X duque de Mandas y Villanueva,[3] XIV duque de Béjar,[5] XVI conde y XIII duque de Benavente, XIV duque de Plasencia, XI duque de Osuna,[3] XV duque de Gandía, XIII duque de Arcos, XIV duque del Infantado, XI duque de Lerma, XI duque de Francavilla, XIII duque de Medina de Rioseco, X marqués de Terranova, etc. El título caducó y fue rehabilitado con la grandeza de España por su sobrina segunda:[3]

Rehabilitación en 1884 con grandeza de España
- María Cristina Fernanda Brunetti y Gayoso de los Cobos (1831-13 de agosto de 1914), XI duquesa de Mandas y Villanueva[3] y condesa de Belalcázar.

Se casó el 27 de junio de 1859 con Fermín de Lasala y Collado. Sin descendientes, le sucedió una sobrina segunda:
- María Rafaela Fernández de Henestrosa y Gayoso de los Cobos (Las Fraguas, Santander, 16 de diciembre de 1882[7]-16 de enero de 1979),[3] XII duquesa de Mandas y Villanueva y IX marquesa de la Puebla de Parga.[8] Era hija de Ignacio Fernández de Henestrosa y Ortiz de Mioño, X conde de Moriana del Río[9] y XII marqués de Cilleruelo,[10] y de su esposa Francisca de Borja Gayoso de los Cobos y Sevilla (Nápoles, 12 de mayo de 1854-Madrid, 2 de abril de 1926), VIII marquesa de la Puebla de Parga, XV marquesa de Camarasa,[9] XIX condesa de Castrojeriz, marquesa de San Miguel das Penas y la Mota y XIII condesa de Ricla.

Se casó el 18 de abril de 1912 con Ricardo de la Huerta y Avial (Madrid, 19 de febrero de 1880-Málaga, 31 de diciembre de 1931). Le sucedió su hijo:
- Ignacio de la Huerta y Fernández de Henestrosa (Madrid, 8 de agosto de 1913-19 de septiembre de 2001), XIII duque de Mandas y Villaneva[3][11] y X marqués de la Puebla de Parga.

Se casó el 6 de octubre de 1943 con María de los Ángeles Ozores y Santamarina, hija de Gonzalo Ozores y Saavedra, marqués de Aranda, y de su segunda esposa María de los Ángeles Santamarina y Romero. Le sucedió su hijo en 10 de diciembre de 2002:
- Ricardo Ignacio (Íñigo) Rafael de la Huerta y Ozores, XIV duque de Mandas y Villanueva.[3][12]

Contrajo matrimonio el 14 de diciembre de 1979 con Judith Bruce. Tienen dos hijas, Rafaela y María, esta última conocida como Paz de la Huerta.